# Riviera Maya

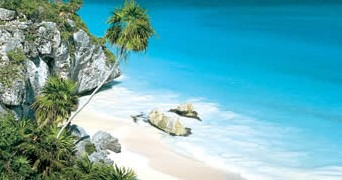
Mer des Caraïbes sur la Riviera Maya, à Tulum

La Riviera Maya est une zone touristique située le long de la mer des Caraïbes dans l’État du Quintana Roo au Mexique. Géographiquement elle s’étend le long du littoral sur une distance de 130 km allant de la localité de Puerto Morelos au Nord jusqu’à la localité de Punta Allen au Sud.

## Origine
Créée en 1998 sous l’impulsion des pouvoirs publics (État du Quintana Roo, Canton de Solidaridad) et des organisations professionnelles de tourisme présentes dans la zone, la Riviera Maya serait devenue (avec Cancún) la destination touristique la plus importante du Mexique et l’une des plus fréquentées à l’échelle internationale.

## Géographie

Carte de la Riviera Maya.

Le relief le long de la côte est plat (sauf exception comme au site archéologique de Tulum) et couvert soit d’une forêt semi tropicale sèche (forêt tropophile), soit de mangrove basse. Le littoral offre des plages de sable clair entrecoupées par des rochers coralliens.
La région est formée géologiquement par un plateau calcaire. Cette roche ayant la particularité d’être perméable, de nombreux réseaux de grottes et de galeries souterraines se sont créés au fil du temps. La nappe phréatique étant assez élevée, les grottes se sont remplies d’eau pour former ce que l’on appelle au Mexique des cénotes.

## Climat
La température moyenne de la région varie entre 20 °C et 33 °C et les mois les plus chauds vont de mai à septembre et les plus froids de décembre à février,. La température de l’eau de mer oscille entre 26 et 29 °C et la température de l’eau dans les cénotes est constamment à 24 °C.
Le climat est tropical à saison sèche, cela signifie que l’année est divisée en deux grandes périodes. Une saison sèche commençant en novembre et se terminant en mai et une saison humide de juin à octobre. Si les pluies sont effectivement sporadiques durant la saison sèche, en revanche la saison humide est surtout appelée ainsi pour le taux d’humidité très élevé durant cette période. La saison humide est aussi appelée saison des ouragans. En effet il arrive que certaines dépressions tropicales se transforment en ouragan durant cette période (principalement en septembre – octobre).

## Démographie
La Riviera maya correspond, dans ses limites, au territoire du canton (municipio) de Solidaridad. La population y était de 67 000 habitants en 2000 et est passée à près de 160 000 en 2006. Le taux de croissance annuel est le plus élevé du Mexique avec près de 20 %. L’ethnie maya y est encore fortement implantée dans les zones rurales avec une population de près de 20 000 personnes recensées en 1997.
La langue maya yucatèque y est pratiquée couramment (par les ethnies maya) mais la langue dominante est l’espagnol mexicain.

## Tourisme
Le caractère international de la zone fait que l’anglais est aussi parlé par de nombreuses personnes. L’attrait économique de la Riviera Maya a attiré de nombreux étrangers qui sont venus investir ou travailler à Tulum ou Playa del Carmen ou dans l’un des hôtels dont certains sont réservés aux naturistes.

## Transports
La Riviera Maya est desservie par l’Aéroport international de Cancún, Aéroport de Tulum et par le Train maya.

## Sites de la Riviera Maya

### Playa del Carmen
Principal centre de la Riviera Maya, Playa del Carmen  compte des cafés, restaurants et commerces. Elle possède l’embarcadère permettant de se rendre sur l’île de Cozumel située juste en face.

### Akumal
Petit village de Akumal connu pour la plongée sous-marine,. Le récif de corail se trouve à quelques centaines de mètres du rivage.

### Tulum
Tulum est un site archéologique en bordure de mer mais aussi un petit village et une zone hôtelière qui affirme elle-même être gérée dans un esprit de conservation du patrimoine naturel (développement durable).